# Indigofera sericovexilla
Indigofera sericovexilla là một loài thực vật có hoa trong họ Đậu. Loài này được C.T.White miêu tả khoa học đầu tiên.